# Movimento da temperança

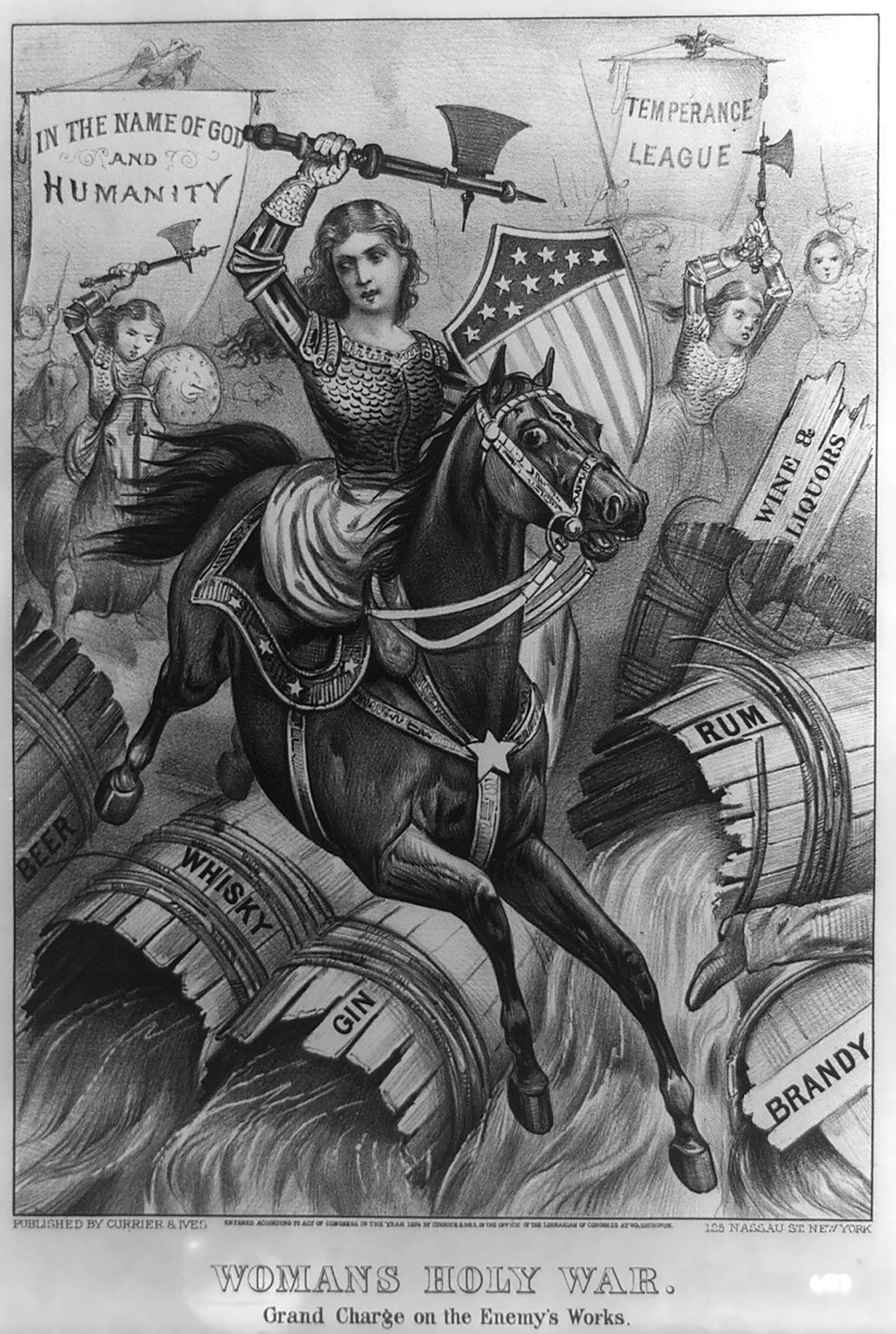
"A guerra santa das mulheres. Grande Encargo sobre as Obras do Inimigo". Uma representação político-legórica de 1874, mostrando as defensoras da temperança como guerreiras blindadas virtuosas, empunhando achas para destruir barris de cerveja, whisky, gin, rum, brandy e vinho, sob as bandeiras de "Em nome de Deus e da humanidade" e da "Liga da Temperança".

O movimento de temperança é um movimento social contra o consumo de bebidas alcoólicas. Os movimentos deste tipo normalmente criticam o consumo excessivo de álcool, promovem a abstemia completa, ou usa de sua influência política para pressionar o governo a aprovar leis alcoólicas para regular a disponibilidade de álcool, ou mesmo a sua completa proibição.

## Origens

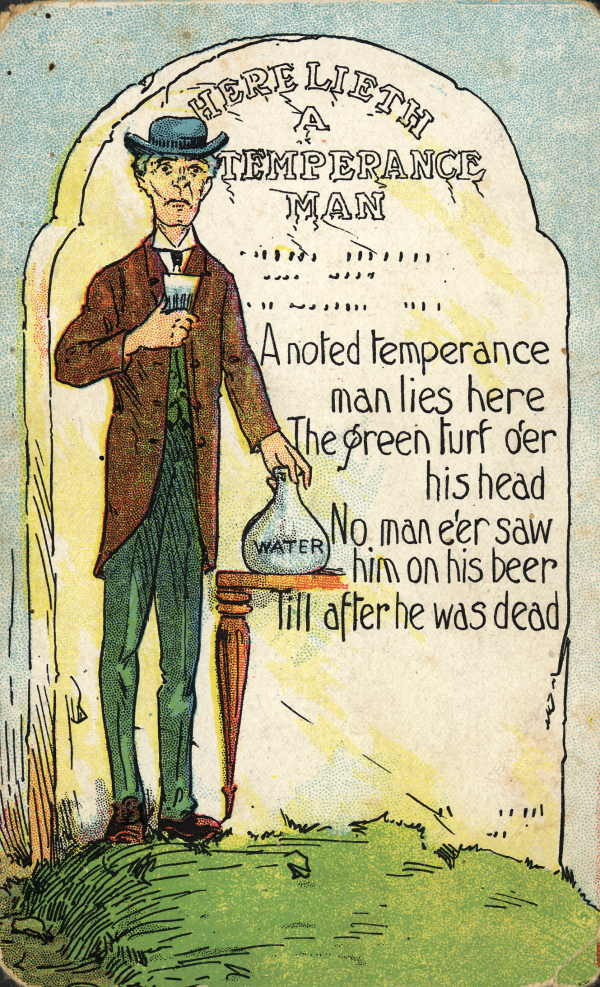
Um dos desenhos da Austrália

O movimento de temperança começou no início do século XIX (por volta de 1820). Antes disso, embora houvesse desentendimentos publicados contra a embriaguez e em excesso, a abstinência total de álcool muito raramente era defendida ou praticada. Houve também uma concentração contra a bebida destilada, em vez de sobre a abstinência de álcool e sobre a moral da reforma, ao invés de incluir medidas legais contra o álcool.
Um início de movimento de temperança começou durante a Revolução Americana, no estado de Connecticut, Virginia e estado de New York, com a formação de associações de proibição da destilação de uísque por agricultores. O movimento se disseminou para oito estados, defendendo a temperança, ao invés da abstinência e a tomada de posições sobre questões religiosas, tais como a observância do Sábado. A American Temperance Society  foi formada em 1826, em 12 anos alegou que mantinha mais de 8000 grupos locais e 1 250 000 membros.
As sociedades temperança foram organizadas na Inglaterra no mesmo tempo, muitos inspirados por John Jackson, professor de gramática em Belfast, de teologia e Ministro Reverendo da Igreja Presbiteriana da Irlanda, John Edgar, que derramou seu estoque de uísque para fora de sua janela, em 1829. Ele concentra seu fogo sobre a eliminação dos destilados, em vez de vinho e a cerveja. Em 14 de agosto de 1829, ele escreveu uma carta ao Belfast Telegraph sobre seus pontos de vista sobre a temperança. Ele também formou a Ulster Temperance Movement  com outros cleros presbiterianos, inicialmente membros de sua comunidade.
A década de 1830 viu um grande crescimento de grupos de temperança, não apenas na Inglaterra e Estados Unidos, mas também nas colônias britânicas, especialmente a Nova Zelândia e Austrália.

### Abstemia
Em 1830, a mais extrema forma de temperança surgiu chamada abstemia, que promoveu a completa abstinência de bebidas alcoólicas. Este movimento originou-se em Preston, Inglaterra, em 1833. O movimento católico da temperança começou em 1838, quando o padre irlandês, Theobald Mathew, estabelecido a  Teetotal Abstinence Society em 1838. Em 1838, o movimento da classe trabalhadora para o sufrágio universal para os homens, cartismo, incluiu uma corrente chamada "o cartismo temperança". Confrontado com a recusa do parlamento para conceder o direito de voto para os trabalhadores a tempo, os cartistas temperanças viu a campanha contra o álcool como uma forma de provar para as elites que pessoas da classe trabalhadora foram responsáveis o suficiente para ser concedido o direito de voto.

### Crescente radicalismo e  influência

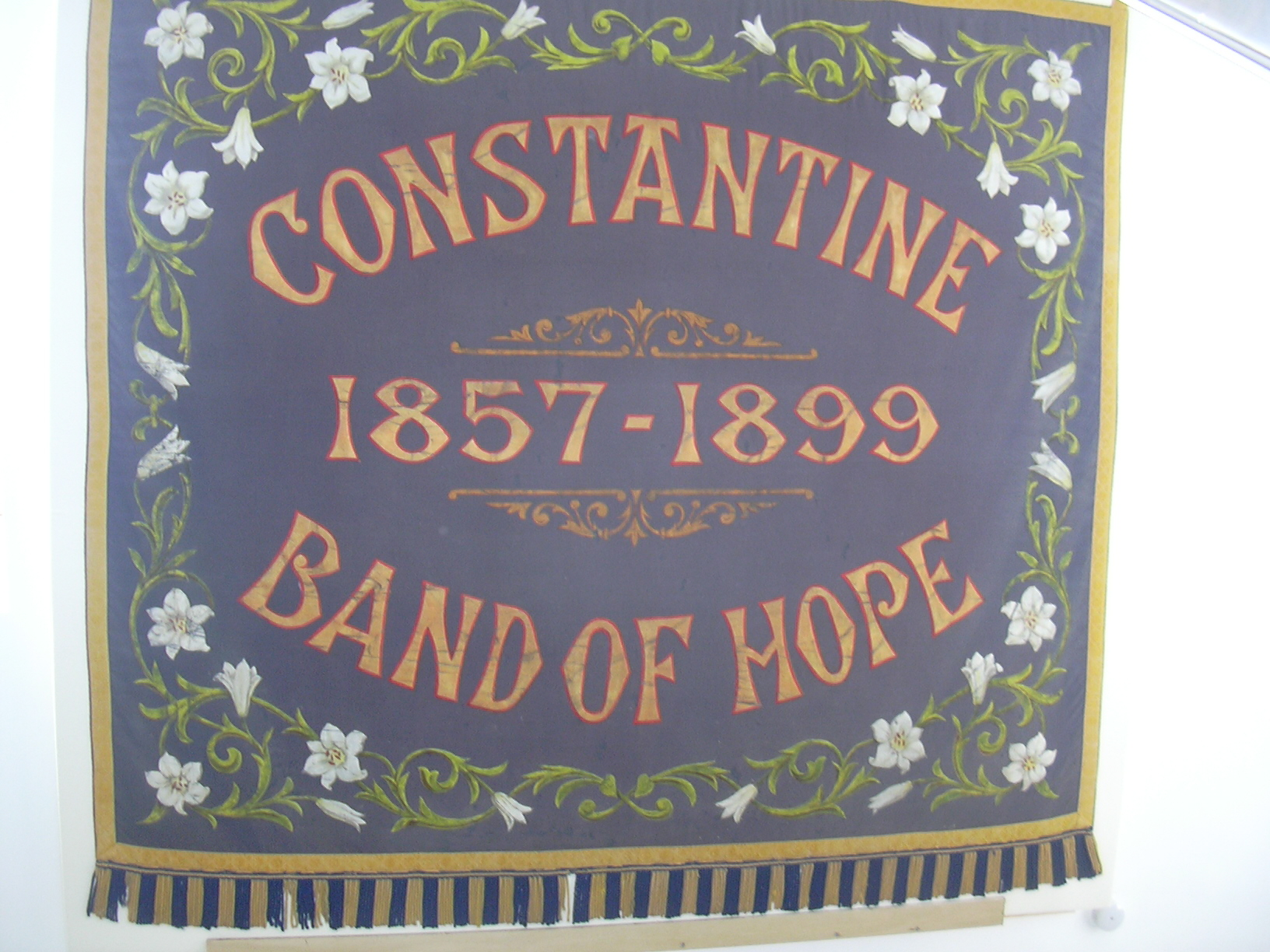
Banda de Esperança banner na aldeia de Constantino, em Cornwall, apoiando a temperança

Durante o período vitoriano, o movimento de temperança tornou-se mais radical, defendendo a proibição legal do álcool, ao invés de incluir somente a campanha para a moderação. Também foi associado tanto a renovação religiosa e política progressista, particularmente o sufrágio feminino.

Houve também um novo foco sobre a classe trabalhadora e seus filhos; a Banda de Esperança foi fundada em Leeds, em 1847 pelo Reverendo Jabez Tunnicliff e é destinada a salvar da classe trabalhadora filhos de pais alcoólicos, ensinando-lhes a importância dos princípios de sobriedade e abstemia. Em 1855, uma organização nacional foi formada em meio a uma explosão dos trabalhos da Banda de Esperança. As reuniões foram realizadas em igrejas de todo o Reino Unido e incluía o ensino do cristianismo. O grupo também fez campanha politicamente para a redução da influência de bares e cervejarias. A organização também se tornou muito militante, realizando passeatas, manifestações e marchas para influenciar as pessoas como muitos das possíveis "assinaturas de compromisso" de fidelidade para a sociedade e para resolver a abster-se "de todos os licores de um inebriante de qualidade, seja ale, porter, vinho ou ardente espíritos, exceto medicina."

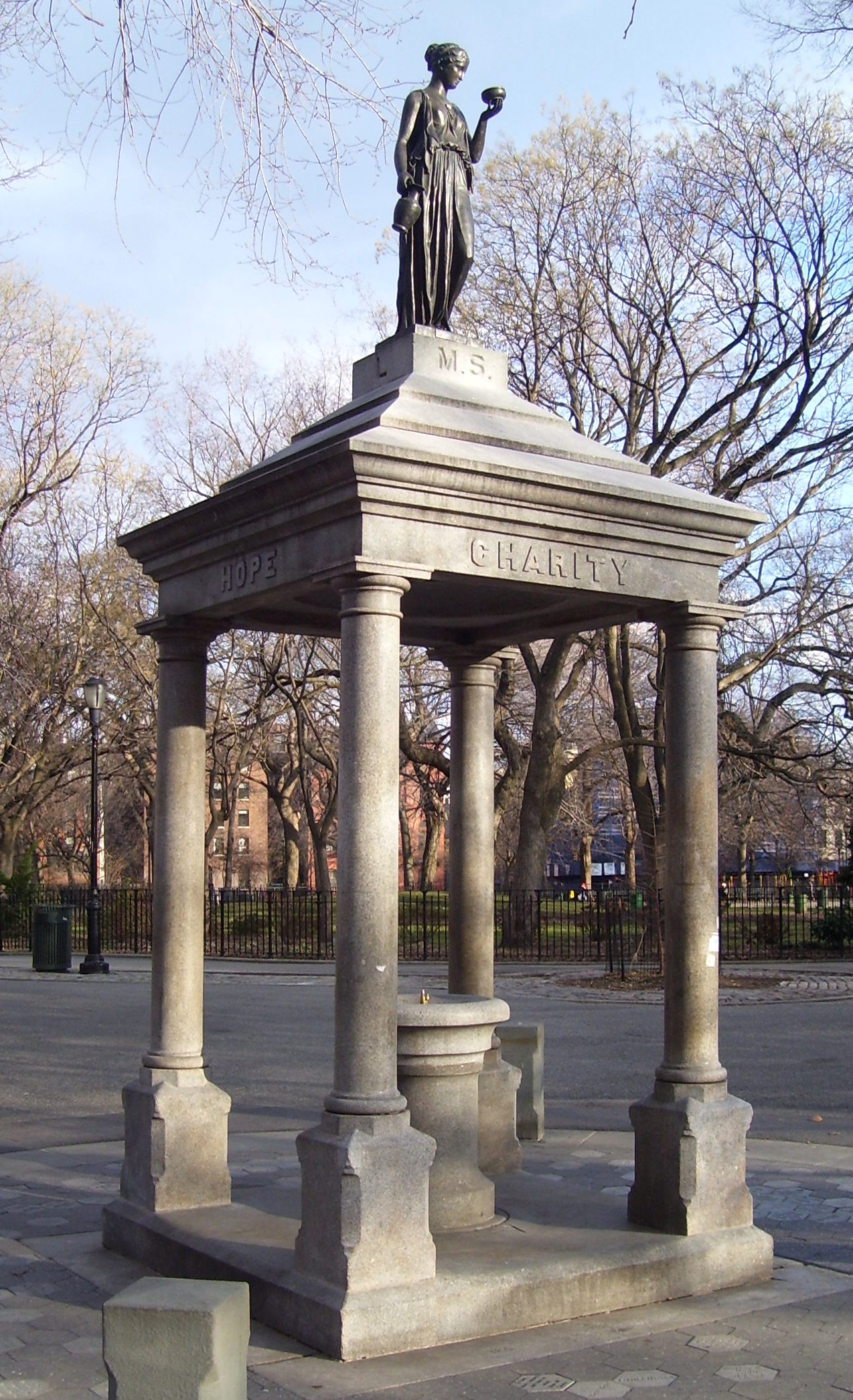
Uma fonte da temperança no Tompkins Square Park, em Nova Iorque

Neste período, houve locais que tiveram sucesso em restringir ou proibir a venda de álcool em muitas partes dos Estados Unidos (com a lei Maine a ser aprovada em 1851), Nova Zelândia e o Reino Unido. No entanto, nos Estados Unidos, foi um revés para o movimento de temperança como ambos os lados invocado o dever do álcool para financiar a Guerra Civil Americana e um número de estados parou a proibição, embora este foi revertido no período pós-guerra, em particular, com os esforços da rápida expansão da  Anti-Saloon League  centradas no estabelecimento seco estados e seco municípios.

### Transição para um movimento de massa

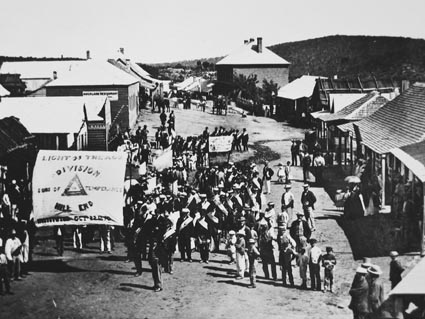
Procissão dos filhos da Temperança, Hill End, Nova Gales do Sul, 1872

O movimento da temperança foi um importante movimento de massa neste momento e incentivou de maneira geral a abstinência do consumo de álcool. O movimento criou alternativas para substituir as funções dos bares públicos, a Ordem Independente dos Recabitas foi formada na Inglaterra, com um ramo posterior abertura na América como uma sociedade amigável que não faziam reuniões em bares públicos; também houve um movimento para introduzir fontes da temperança em todo os Estados Unidos—para proporcionar às pessoas de forma confiável água potável em vez de álcool—bem como uma variedade de salões temperança e cafés como substitutos para bares. Inúmeros periódicos dedicados a temperança também foram publicados e o teatro da temperança, que tinha sido iniciado na década de 1820, tornou-se uma parte importante da cena cultural americana neste momento.
Em 1864, o Exército de Salvação foi fundado, em Londres, com uma forte ênfase na abstinência de álcool e ministrando a classe trabalhadora, o que levou uns publicanos para financiar um Exército de Esqueleto para interromper suas reuniões. O Exército de Salvação rapidamente se espalhou internacionalmente, mantendo a ênfase na abstinência.

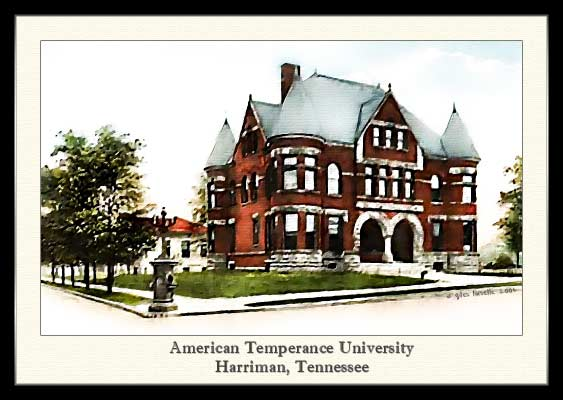
Cartão postal retratando a Universidade da Temperança Americana em Harriman, Tennessee

Muitos dos mais importantes grupos proibicionistas, como o declara proibicionista United Kingdom Alliance e o americano (mas internacional) Woman's Christian Temperance Union, foram iniciados neste momento. Em 1898, a  Pioneer Total Abstinence Association foi formada por James Cullen, um católico irlandês, e se espalhou para outras comunidades católicas de língua inglesa. A Anti-Saloon League foi uma organização que começou em 1893, em Ohio.

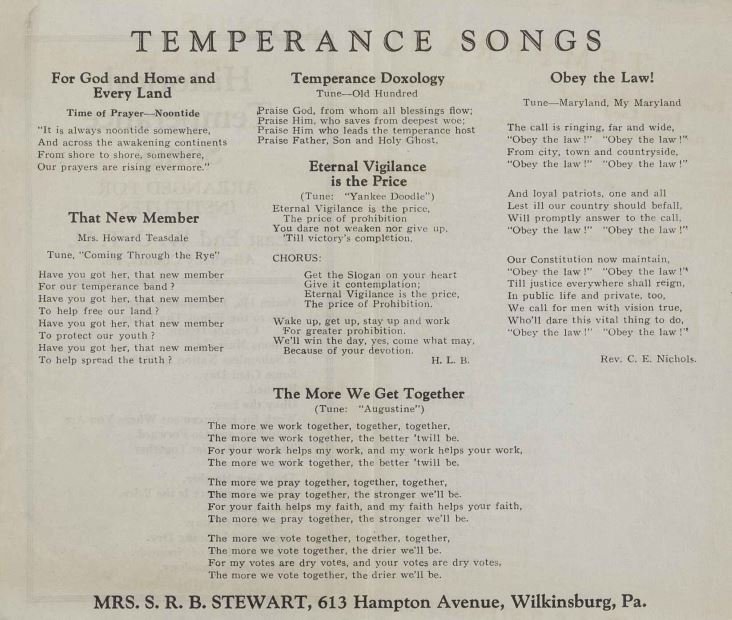
Um livro de canções usado na Organização Womens Temperance dos EUA

Durante este tempo, houve também um crescimento menos religioso, de grupos da temperança ligados a movimentos de esquerda, como o Partido da Proibição Escocês, que foi fundado em 1901 e enfrentou Winston Churchill em Dundee nas eleições gerais de 1922.

### Sucessos e fracassos legislativos
O movimento ganhou ainda mais tração durante a Primeira Guerra Mundial, com a imposição das fortes restrições sobre a venda de álcool em muitos países combatentes, a fim de preservar recursos para uso guerra. No Reino Unido, o governo Liberal aprovou a Defence of the Realm, lei de 1914, quando a hora dos pub foi licenciados, a cerveja foi diluída e foi sujeita a uma moeda de um litro extra de impostos, e em 1916, foi realizado um Esquema de Gestão nas cervejarias e pubs em determinadas áreas da Grã-Bretanha, onde os armamentos eram feitos e nacionalizados.
No final da primeira guerra mundial, o êxito da passagem da emenda dezoito nos Estados Unidos, introduziu a proibição perto do sucesso da proibição nacional da Nova Zelândia. os estados da Austrália e Nova Zelândia fizeram inicialmente restritivas medidas de fechamento de bares durante e imediatamente após a Primeira Guerra Mundial. No Canadá na década de 1920, as importações de álcool foram cortadas por referendos provinciais.
A Noruega introduziu proibição parcial em 1917, que se tornou proibição completa através de um referendo, em 1919, embora este fosse derrubado em 1926. No entanto, a Finlândia realizou a proibição em 1915, mas foi revogada duas décadas mais tarde, em 1935, depois de uma onda de crimes violentos associados ao oportunismo e comércio ilegal de bebidas alcoólicas. A Islândia fez isto ao mesmo tempo, mas liberou o consumo de bebidas em 1923, embora a cerveja ainda fosse ilegal até 1989.

## Declínio

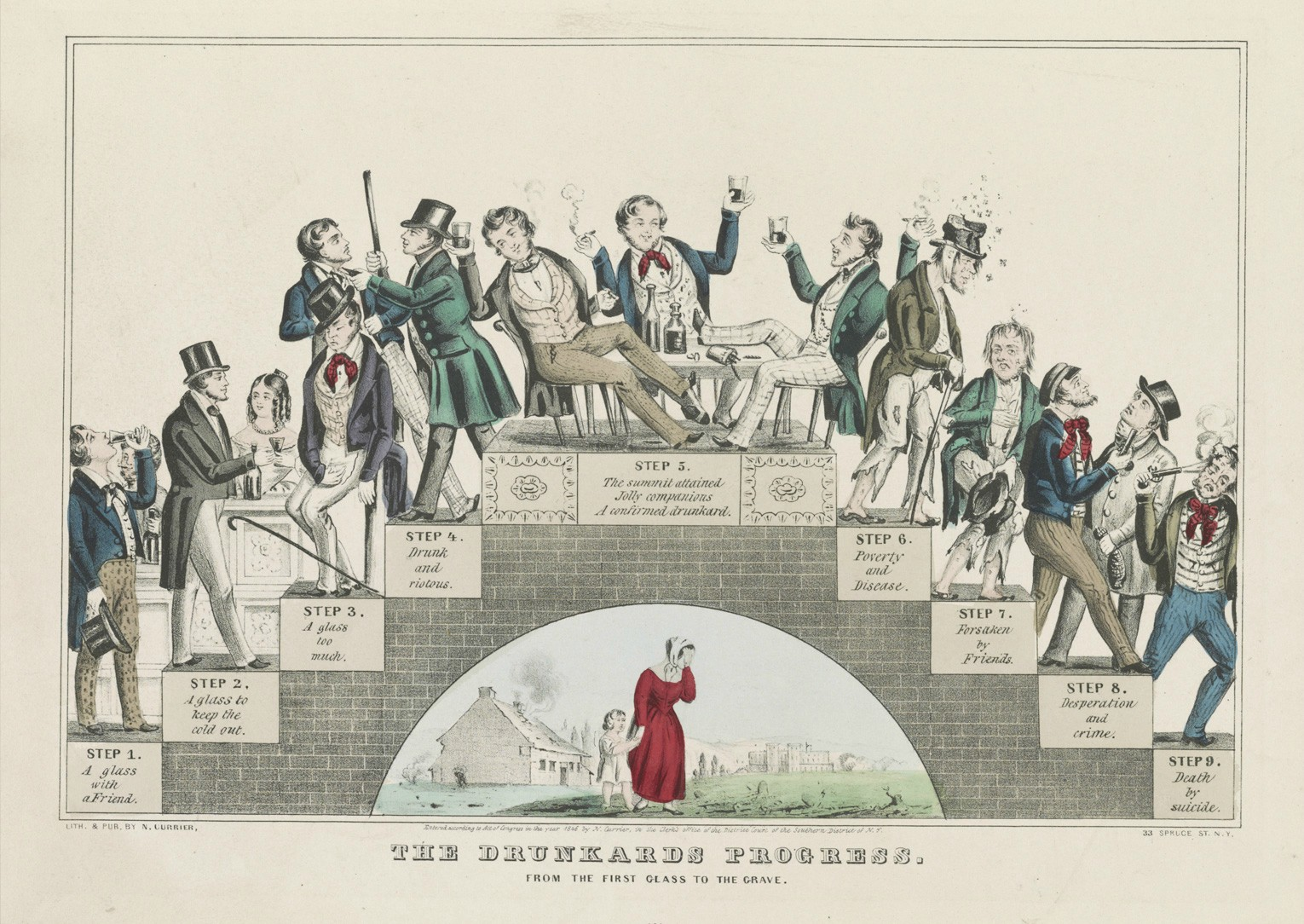
O Progresso do Bêbado: uma litografia por Nathaniel Currier apoiando o movimento de temperança, de janeiro de 1846

O movimento de temperança começou a diminuir na década de 1930, com a proibição sendo criticada como pouco saudável por distorcer hábitos de consumo, incentivar os criminosos e desestimular a atividade econômica. A maré legislativa em grande parte se afastou da proibição, com a revogação da proibição nos Estados Unidos em 5 de dezembro de 1933 e o gradual relaxamento das leis de licenciamento durante os meados e final do século XX. Na Austrália as primeiras mudanças começaram a ser feitas nas décadas de 1950 e de 1960.
Houve algum sucesso durante este tempo, no Terceiro Mundo, com temperança em algumas comunidades (tais como Gujarat e Sri Lanka) sendo associado ao anti-colonialismo, enquanto em outros países ela está associada com o renascimento religioso.[carece de fontes?]

## Dias atuais
O movimento de temperança ainda existe em muitas partes do mundo, embora seja geralmente menos politicamente influente do que era no início do século XX. Na cultura da juventude, a temperança é uma parte importante da cena straight edge, que também salienta a abstinência de outras drogas.
O Exército de Salvação, que afirma ter uma adesão de mais de 1,5 milhões de membros e uma presença em 126 países, continua a exigir que seus membros abster-se do consumo de álcool, bem como fumar, tomar drogas ilícitas, drogas e jogos de azar. Abster-se de álcool também é uma característica de A Igreja de Jesus Cristo dos Santos dos Últimos Dias (SUD), juntamente com a abstinência de drogas ilegais, tabaco e chá.